# Ilary Blasi
Ilary Blasi (n. 28 aprilie 1981, Roma, Italia) este un fotomodel italian